# Liste von Burgen, Schlössern und Festungen im Département Saône-et-Loire
Die Liste von Burgen, Schlössern und Festungen im Département Saône-et-Loire listet bestehende und abgegangene Anlagen im Département Saône-et-Loire auf. Das Département zählt zur Region Bourgogne-Franche-Comté in Frankreich.

Wappen des Départements Saône-et-Loire (71)
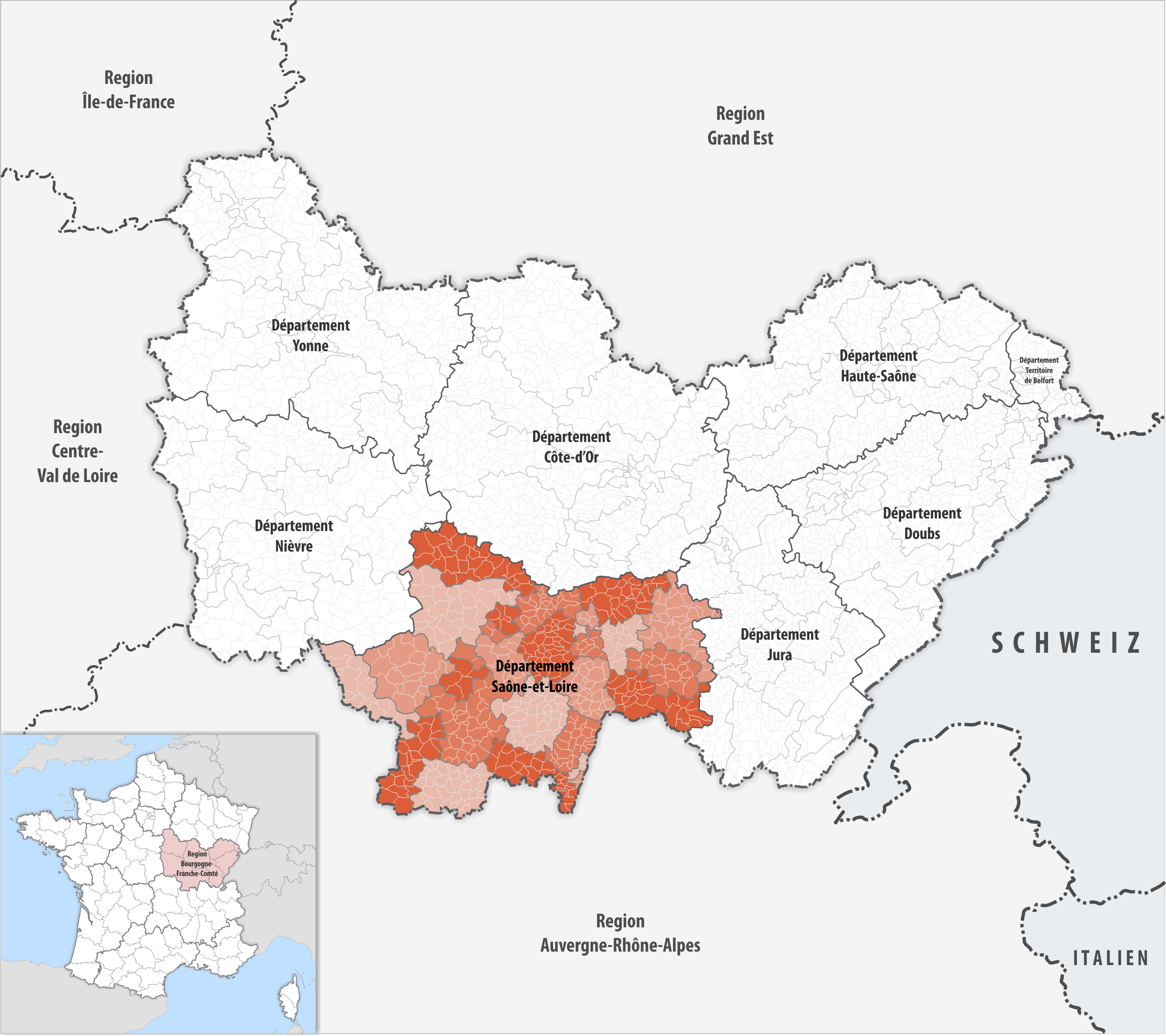
Lage des Départements Saône-et-Loire in der Region Bourgogne-Franche-Comté
Lage der Region Bourgogne-Franche-Comté in Frankreich

## Liste
Bestand am 22. Januar 2022: 217
| Name deu / fra                                                           | Gemeinde / Lage                               | Typ (Untertyp)       | Bemerkungen                                        | Bild |
| ------------------------------------------------------------------------ | --------------------------------------------- | -------------------- | -------------------------------------------------- | ---- |
| Schloss Allerey Château d'Allerey                                        | Allerey-sur-Saône 46,906204° N, 4,984876° O   | Schloss              |                                                    |      |
| Schloss Arcy Château d'Arcy                                              | Vindecy 46,3389° N, 4,00944° O                | Schloss              |                                                    |      |
| Schloss Arvolot Château de l'Arvolot                                     | Boyer 46,610278° N, 4,921389° O               | Schloss              |                                                    |      |
| Schloss Audour Château d'Audour                                          | Dompierre-les-Ormes 46,339722° N, 4,487778° O | Schloss              |                                                    |      |
| Burg Balleure Château de Balleure                                        | Étrigny                                       | Burg                 |                                                    |      |
| Schloss Ballore Château de Ballore                                       | Ballore                                       | Schloss              |                                                    |      |
| Burg Le Banchet Château du Banchet                                       | Châteauneuf                                   | Burg                 |                                                    |      |
| Schloss Beaulieu Château de Beaulieu                                     | Varennes-lès-Mâcon                            | Schloss              |                                                    |      |
| Schloss Beaurepaire-en-Bresse Château de Beaurepaire-en-Bresse           | Beaurepaire-en-Bresse                         | Schloss              |                                                    |      |
| Burg Berzé-le-Châtel Château de Berzé                                    | Berzé-le-Châtel                               | Burg                 |                                                    |      |
| Burg Besanceuil Château de Besanceuil                                    | Bonnay                                        | Burg                 |                                                    |      |
| Schloss Besseuil Château de Besseuil                                     | Clessé                                        | Schloss              |                                                    |      |
| Burg Bissy-sur-Fley Château de Bissy-sur-Fley (Château de Tyard)         | Bissy-sur-Fley                                | Burg                 |                                                    |      |
| Schloss Boutavant Château de Boutavant                                   | Cortambert                                    | Schloss              |                                                    |      |
| Burg La Bouthière Château de la Bouthière                                | Saint-Léger-sous-Beuvray                      | Burg                 |                                                    |      |
| Burg Brancion Château de Brancion                                        | Martailly-lès-Brancion                        | Burg                 | Ruine                                              |      |
| Schloss Brandon Château de Brandon                                       | Saint-Pierre-de-Varennes                      | Schloss              |                                                    |      |
| Schloss Bresse-sur-Grosne Château de Bresse-sur-Grosne                   | Bresse-sur-Grosne                             | Schloss              |                                                    |      |
| Schloss Le Breuil Château du Breuil                                      | Breuil                                        | Schloss              |                                                    |      |
| Schloss Le Breuil Château du Breuil                                      | Gueugnon                                      | Schloss              |                                                    |      |
| Schloss Buffières Château de Buffières                                   | Montbellet                                    | Schloss              |                                                    |      |
| Schloss Buis Château de Buis                                             | Chissey-en-Morvan                             | Schloss              |                                                    |      |
| Schloss Burnand Château de Burnand                                       | Burnand                                       | Schloss              |                                                    |      |
| Schloss Bussière Château de Bussière                                     | La Tagnière                                   | Schloss              |                                                    |      |
| Schloss Chaintré Château de Chaintré                                     | Crêches-sur-Saône                             | Schloss              |                                                    |      |
| Schloss Chamilly Château de Chamilly                                     | Chamilly                                      | Schloss              |                                                    |      |
| Schloss Champforgeuil Château de Champforgeuil                           | Champforgeuil                                 | Schloss              |                                                    |      |
| Schloss Champignolle Château de Champignolle                             | La Tagnière                                   | Schloss              |                                                    |      |
| Burg Champiteau Tour de Champiteau                                       | Saint-Firmin                                  | Burg                 | Ruine, nur der Donjon ist erhalten                 |      |
| Schloss Champsigny Château de Champsigny                                 | Saint-Léger-du-Bois                           | Schloss              |                                                    |      |
| Schloss Champvent Château de Champvent                                   | La Guiche                                     | Schloss              |                                                    |      |
| Schloss Champvigy Château de Champvigy                                   | Saint-Bonnet-de-Vieille-Vigne                 | Burg                 |                                                    |      |
| Schloss La Chapelle-de-Bragny Château de La Chapelle-de-Bragny           | La Chapelle-de-Bragny                         | Schloss              |                                                    |      |
| Burg Charles-le-Téméraire Château de Charles-le-Téméraire                | Charolles                                     | Burg                 |                                                    |      |
| Schloss Charmoy Château de Charmoy                                       | Brion                                         | Schloss              |                                                    |      |
| Schloss Charnay Château de Charnay                                       | Perrigny-sur-Loire                            | Schloss              |                                                    |      |
| Schlossa Chassagne Château de la Chassagne                               | Saint-Vincent-Bragny                          | Schloss              |                                                    |      |
| Schloss Chasselas Château de Chasselas                                   | Chasselas                                     | Schloss              |                                                    |      |
| Schloss Chassignole Château de Chassignole                               | Bonnay                                        | Schloss              |                                                    |      |
| Burg Chassy Château de Chassy                                            | Chassy                                        | Burg                 |                                                    |      |
| Schloss Châtenoy Château de Châtenoy                                     | Châtenoy-en-Bresse                            | Schloss              |                                                    |      |
| Schloss Châtillon Château de Châtillon                                   | Viré                                          | Schloss              |                                                    |      |
| Schloss Chauffailles Château de Chauffailles                             | Chauffailles                                  | Schloss              |                                                    |      |
| Schloss Chaumont Château de Chaumont                                     | Oyé                                           | Schloss              |                                                    |      |
| Schloss Chaumont Château de Chaumont                                     | Saint-Bonnet-de-Joux                          | Schloss              |                                                    |      |
| Burg Chazeu Château de Chazeu                                            | Laizy                                         | Burg                 | Ruine                                              |      |
| Schloss Chevagny-les-Chevrières Château de Chevagny-les-Chevrières       | Chevagny-les-Chevrières                       | Schloss              |                                                    |      |
| Schloss Chevannes Château de Chevannes                                   | Saint-Racho                                   | Schloss              |                                                    |      |
| Schloss Chevenizet Château de Chevenizet                                 | Nochize                                       | Schloss              |                                                    |      |
| Schloss Chevignes Château de Chevignes                                   | Davayé                                        | Schloss              |                                                    |      |
| Schloss Chiseuil Château de Chiseuil                                     | Digoin                                        | Schloss              |                                                    |      |
| Schloss Chissey-en-Morvan Château de Chissey-en-Morvan                   | Chissey-en-Morvan                             | Schloss              |                                                    |      |
| Schloss La Clayette Château de La Clayette                               | La Clayette                                   | Schloss              |                                                    |      |
| Herrenhaus Le Colombier Manoir du Colombier                              | Clermain                                      | Schloss (Herrenhaus) |                                                    |      |
| Schloss La Combe Château de la Combe                                     | Prissé                                        | Schloss              |                                                    |      |
| Burg Commune Château de Commune                                          | Martigny-le-Comte                             | Burg                 | Ruine                                              |      |
| Schloss Condemine Château de Condemine                                   | Charnay-lès-Mâcon                             | Schloss              |                                                    |      |
| Burg Corcelles Château de Corcelle                                       | Bourgvilain                                   | Burg                 |                                                    |      |
| Schloss Corcelles Château de Corcelles                                   | Charolles                                     | Schloss              |                                                    |      |
| Schloss Corcheval Château de Corcheval                                   | Beaubery                                      | Schloss              |                                                    |      |
| Schloss Cormatin Château de Cormatin                                     | Cormatin                                      | Schloss              |                                                    |      |
| Schloss Les Correaux Château des Correaux                                | Leynes                                        | Schloss              |                                                    |      |
| Burg Couches Château de Couches                                          | Couches                                       | Burg                 |                                                    |      |
| Schloss Crary Château de Crary                                           | Ozolles                                       | Schloss              |                                                    |      |
| Schloss Croix Château de Croix                                           | Génelard                                      | Schloss              |                                                    |      |
| Schloss Cruzille Château de Cruzille                                     | Cruzille                                      | Burg                 |                                                    |      |
| Schloss Cypierre Château de Cypierre                                     | Volesvres                                     | Schloss              |                                                    |      |
| Schloss Demigny Château de Demigny                                       | Demigny                                       | Schloss              |                                                    |      |
| Schloss Digoine Château de Digoine                                       | Palinges                                      | Schloss              |                                                    |      |
| Schloss Digoine Château de Digoine                                       | Saint-Martin-de-Commune                       | Schloss              |                                                    |      |
| Schloss Dracy-le-Fort Château de Dracy-le-Fort                           | Dracy-le-Fort                                 | Schloss              | Ruinen eines Bergfrieds neben dem Schloss erhalten |      |
| Schloss Dracy-lès-Couches Château de Dracy-lès-Couches                   | Dracy-lès-Couches                             | Schloss              |                                                    |      |
| Schloss Dracy-Saint-Loup Château de Dracy-Saint-Loup                     | Dracy-Saint-Loup                              | Schloss              | Hatte eine Vorgängerburg                           |      |
| Schloss Drée Château de Drée                                             | Curbigny                                      | Schloss              |                                                    |      |
| Schloss Durtal Château de Durtal                                         | Montpont-en-Bresse                            | Schloss              |                                                    |      |
| Burg Dyo Château de Dyo                                                  | Dyo                                           | Burg                 | Ruine                                              |      |
| Schloss l’Épervière Château de l'Épervière                               | Gigny-sur-Saône                               | Schloss              |                                                    |      |
| Schloss Épinac Château d'Épinac                                          | Épinac                                        | Schloss              |                                                    |      |
| Schloss Épiry Château d'Épiry                                            | Saint-Émiland                                 | Schloss              |                                                    |      |
| Schloss Eschamps Château d'Eschamps                                      | Autun                                         | Schloss              |                                                    |      |
| Schloss Escole Château d'Escole                                          | Verzé                                         | Schloss              |                                                    |      |
| Schloss Les Essertaux Château des Essertaux                              | Bussières                                     | Schloss              |                                                    |      |
| Schloss Estours Château d'Estours                                        | Crêches-sur-Saône                             | Burg                 |                                                    |      |
| Schloss La Ferté Château de la Ferté                                     | Saint-Ambreuil                                | Schloss              |                                                    |      |
| Schloss Fleurville Château de Fleurville                                 | Fleurville                                    | Schloss              |                                                    |      |
| Schloss Fontenay Château de Fontenay                                     | Fontenay                                      | Schloss              |                                                    |      |
| Schloss Gergy Château de Gergy                                           | Gergy                                         | Schloss              |                                                    |      |
| Schloss Germolles Château de Germolles                                   | Mellecey                                      | Schloss              |                                                    |      |
| Schloss Gorze Château de Gorze                                           | Germolles-sur-Grosne                          | Schloss              |                                                    |      |
| Schloss Grammont Château de Grammont                                     | Lugny-lès-Charolles                           | Schloss              |                                                    |      |
| Schloss Grenod Château de Grenod                                         | Uchizy                                        | Schloss              |                                                    |      |
| Schloss Gros-Chigy Château de Gros-Chigy                                 | Saint-André-le-Désert                         | Schloss              |                                                    |      |
| Schloss Les Hauts Château des Hauts                                      | Saint-Bonnet-de-Joux                          | Schloss              |                                                    |      |
| Schloss Hurigny Château d'Hurigny                                        | Hurigny                                       | Schloss              |                                                    |      |
| Schloss Igé Château d'Igé                                                | Igé                                           | Schloss              |                                                    |      |
| Schloss Igornay Château d'Igornay                                        | Igornay                                       | Schloss              |                                                    |      |
| Schloss Joncy Château de Joncy                                           | Joncy                                         | Schloss              |                                                    |      |
| Schloss Lally Château de Lally                                           | Saint-Léger-du-Bois                           | Schloss              |                                                    |      |
| Schloss Lapalus Château Lapalus (Château de Sancé)                       | Sancé                                         | Schloss              |                                                    |      |
| Schloss Lavernette Château de Lavernette                                 | Leynes                                        | Schloss              |                                                    |      |
| Schloss Layé Château de Layé                                             | Vinzelles                                     | Schloss              |                                                    |      |
| Schloss Lessard-en-Bresse Château de Lessard-en-Bresse                   | Lessard-en-Bresse                             | Schloss              |                                                    |      |
| Schloss Leynes Château de Leynes                                         | Leynes                                        | Schloss              |                                                    |      |
| Schloss Loisy Château de Loisy                                           | Loisy                                         | Schloss              |                                                    |      |
| Burg Lourdon Château de Lourdon                                          | Lournand                                      | Burg                 | Ruine                                              |      |
| Schloss La Loyère Château de La Loyère                                   | Fragnes-La Loyère                             | Schloss              |                                                    |      |
| Schloss Lucenier Château de Lucenier                                     | La Chapelle-au-Mans                           | Schloss              |                                                    |      |
| Schloss Lugny Château de Lugny                                           | Lugny                                         | Schloss              |                                                    |      |
| Schloss La Marche Château de La Marche                                   | Villegaudin                                   | Schloss              |                                                    |      |
| Schloss Marcilly-la-Gueurce Château de Marcilly-la-Gueurce               | Marcilly-la-Gueurce                           | Schloss              |                                                    |      |
| Schloss Marigny Château de Marigny                                       | Fleurville                                    | Schloss              |                                                    |      |
| Schloss Marigny Château de Marigny                                       | Marigny                                       | Schloss              |                                                    |      |
| Schloss Martigny-le-Comte Château de Martigny-le-Comte                   | Martigny-le-Comte                             | Schloss              |                                                    |      |
| Schloss Le Martret Château du Martret                                    | Saint-Vallier                                 | Schloss              |                                                    |      |
| Schloss Maulévrier Château de Maulevrier                                 | Melay                                         | Schloss              |                                                    |      |
| Schloss Mercey Château de Mercey                                         | Montbellet                                    | Schloss              |                                                    |      |
| Schloss Messey-sur-Grosne Château de Messey-sur-Grosne                   | Messey-sur-Grosne                             | Schloss              |                                                    |      |
| Schloss Milly Château de Milly                                           | Milly-Lamartine                               | Schloss              |                                                    |      |
| Schloss Molleron Château de Molleron                                     | Vaudebarrier                                  | Schloss              |                                                    |      |
| Schloss Le Monay Château du Monay                                        | Saint-Eusèbe                                  | Schloss              |                                                    |      |
| Schloss Monceau Château de Monceau                                       | Prissé                                        | Schloss              |                                                    |      |
| Schloss Monnier Maison Monnier                                           | Sigy-le-Châtel                                | Schloss              |                                                    |      |
| Burg Montaigu Château de Montaigu                                        | Mercurey                                      | Burg                 | Ruine                                              |      |
| Schloss Montcony Château de Montcony                                     | Montcony                                      | Schloss              |                                                    |      |
| Schloss Montcoy Château de Montcoy                                       | Montcoy                                       | Schloss              |                                                    |      |
| Schloss Montessus Château de Montessus                                   | Changy                                        | Schloss              |                                                    |      |
| Schloss Le Montet Château du Montet                                      | Palinges                                      | Schloss              |                                                    |      |
| Schloss Monthelon Château de Monthelon                                   | Monthelon                                     | Schloss              |                                                    |      |
| Schloss Montjeu Château de Montjeu                                       | Broye                                         | Schloss              |                                                    |      |
| Schloss Le Montot Château du Montot                                      | Oudry                                         | Schloss              |                                                    |      |
| Burg Montperroux Château de Montperroux                                  | Grury                                         | Burg                 |                                                    |      |
| Schloss Montvaillant Château de Montvaillant                             | Clermain                                      | Schloss              |                                                    |      |
| Schloss Morlet Château de Morlet                                         | Morlet                                        | Schloss              |                                                    |      |
| Schloss Moroges Château de Moroges                                       | Moroges                                       | Schloss              |                                                    |      |
| Schloss La Motte Château de la Motte                                     | Épervans                                      | Schloss              |                                                    |      |
| Schloss La Motte-Saint-Jean Château de La Motte-Saint-Jean               | La Motte-Saint-Jean                           | Schloss              |                                                    |      |
| Schloss Mouhy Château de Mouhy                                           | Prissé                                        | Schloss              |                                                    |      |
| Schloss Nobles Château de Nobles                                         | La Chapelle-sous-Brancion                     | Burg                 |                                                    |      |
| Burg Oyé Château d'Oyé                                                   | Oyé                                           | Burg                 |                                                    |      |
| Burg Ozenay Château d'Ozenay                                             | Ozenay                                        | Burg                 |                                                    |      |
| Schloss Le Parc Château du Parc                                          | Sancé                                         | Schloss              |                                                    |      |
| Schloss Les Perrières Château des Perrières                              | Mâcon                                         | Schloss              |                                                    |      |
| Schloss Le Petit Montjeu Château du Petit Montjeu                        | Autun                                         | Schloss              |                                                    |      |
| Schloss Pierre-de-Bresse Château de Pierre-de-Bresse                     | Pierre-de-Bresse                              | Schloss              |                                                    |      |
| Schloss Pierreclos Château de Pierreclos                                 | Pierreclos                                    | Schloss              |                                                    |      |
| Schloss Le Pignon blanc Château du Pignon blanc                          | Brion                                         | Schloss              |                                                    |      |
| Schloss Le Plessis Château du Plessis                                    | Blanzy                                        | Schloss              |                                                    |      |
| Schloss Pommier Château de Pommier                                       | Cortevaix                                     | Schloss              |                                                    |      |
| Schloss Ponneau Château de Ponneau                                       | Jully-lès-Buxy                                | Schloss              |                                                    |      |
| Schloss Pouilly Château de Pouilly                                       | Solutré-Pouilly                               | Schloss              |                                                    |      |
| Schloss Les Puits Château des Puits                                      | Gourdon                                       | Schloss              |                                                    |      |
| Schloss Pymont Château de Pymont                                         | Boyer                                         | Schloss              |                                                    |      |
| Schloss Rambuteau Château de Rambuteau                                   | Ozolles                                       | Schloss              |                                                    |      |
| Schloss La Rochette Château de la Rochette                               | Saint-Maurice-des-Champs                      | Schloss              |                                                    |      |
| Schloss Rosey Château de Rosey                                           | Rosey                                         | Schloss              |                                                    |      |
| Schloss Rossan Château de Rossan                                         | Davayé                                        | Schloss              |                                                    |      |
| Schloss Ruffey Château de Ruffey                                         | Sennecey-le-Grand                             | Schloss              |                                                    |      |
| Burg Rully Château de Rully                                              | Rully                                         | Burg                 |                                                    |      |
| Schloss Saint-Aubin-sur-Loire Château de Saint-Aubin-sur-Loire           | Saint-Aubin-sur-Loire                         | Schloss              |                                                    |      |
| Schloss Saint-Huruge Château de Saint-Huruge                             | Saint-Huruge                                  | Schloss              |                                                    |      |
| Schloss Saint-Jean Château Saint-Jean                                    | Mâcon                                         | Schloss (Palais)     |                                                    |      |
| Schloss Saint-Léger Château de Saint-Léger                               | Charnay-lès-Mâcon                             | Schloss              |                                                    |      |
| Schloss Saint-Mauris Château de Saint-Mauris                             | Saint-Maurice-de-Satonnay                     | Schloss              |                                                    |      |
| Schloss Saint-Micaud Château de Saint-Micaud                             | Saint-Micaud                                  | Schloss              |                                                    |      |
| Schloss Saint-Point Château de Saint-Point (Château de Lamartine)        | Saint-Point                                   | Schloss              |                                                    |      |
| Schloss Saint-Romain-sous-Versigny Château de Saint-Romain-sous-Versigny | Saint-Romain-sous-Versigny                    | Schloss              |                                                    |      |
| Schloss Sainte-Croix Château de Sainte-Croix                             | Sainte-Croix 46,571803° N, 5,247958° O        | Schloss              |                                                    |      |
| Burg La Salle Donjon de La Salle                                         | La Salle                                      | Burg                 | Nur der Donjon ist erhalten                        |      |
| Schloss La Salle Château de La Salle                                     | La Salle                                      | Schloss              |                                                    |      |
| Schloss Salornay Château de Salornay                                     | Hurigny                                       | Schloss              |                                                    |      |
| Schloss Sassangy Château de Sassangy                                     | Sassangy                                      | Schloss              |                                                    |      |
| Schloss Sassenay Château de Sassenay                                     | Sassenay                                      | Schloss              |                                                    |      |
| Schloss Le Sauvement Château du Sauvement                                | Ciry-le-Noble                                 | Schloss              |                                                    |      |
| Schloss Savianges Château de Savianges                                   | Savianges                                     | Schloss              |                                                    |      |
| Schloss Savigny-sur-Grosne Château de Savigny-sur-Grosne                 | Savigny-sur-Grosne                            | Schloss              |                                                    |      |
| Schloss Selore Château de Selore                                         | Saint-Yan                                     | Schloss              |                                                    |      |
| Burg Semur-en-Brionnais Château de Semur-en-Brionnais                    | Semur-en-Brionnais                            | Burg                 | Ruine                                              |      |
| Schloss Sennecey-le-Grand Château de Sennecey-le-Grand                   | Sennecey-le-Grand                             | Schloss              |                                                    |      |
| Schloss Sercy Château de Sercy                                           | Sercy                                         | Schloss              |                                                    |      |
| Schloss Sermaizey Château de Sermaizey                                   | Laives                                        | Schloss              |                                                    |      |
| Schloss La Serrée Château de la Serrée                                   | Curtil-sous-Burnand                           | Schloss              |                                                    |      |
| Burg Sigy-le-Châtel Château de Sigy-le-Châtel                            | Sigy-le-Châtel                                | Burg                 | Ruine                                              |      |
| Schloss Sully Château de Sully                                           | Sully                                         | Schloss              |                                                    |      |
| Schloss Taisey Château de Taisey                                         | Saint-Rémy                                    | Schloss              |                                                    |      |
| Schloss Terrangeot Château de Terrangeot                                 | Pierre-de-Bresse                              | Schloss              |                                                    |      |
| Schloss Terrans Château de Terrans                                       | Pierre-de-Bresse                              | Schloss              |                                                    |      |
| Schloss Le Terreau Château du Terreau                                    | Verosvres                                     | Schloss              |                                                    |      |
| Schloss Terzé Château de Terzé                                           | Marcilly-la-Gueurce                           | Schloss              |                                                    |      |
| Schloss Le Thil Château du Thil                                          | Chenôves                                      | Schloss              |                                                    |      |
| Schloss Thoiriat Château de Thoiriat                                     | Crêches-sur-Saône                             | Schloss              |                                                    |      |
| Schloss Torcy Château de Torcy                                           | Torcy                                         | Schloss              |                                                    |      |
| Burg La Tour du Bost Château de la Tour du Bost                          | Charmoy                                       | Burg (Turm)          | Nur der mächtige rechteckige Donjon ist erhalten   |      |
| Schloss La Tour de Romanèche Château de la Tour de Romanèche             | Romanèche-Thorins                             | Schloss              |                                                    |      |
| Schloss La Tour de Sennecey Château de la Tour de Sennecey               | Sennecey-le-Grand                             | Schloss              |                                                    |      |
| Schloss La Tour-Penet Château de la Tour-Penet                           | Péronne                                       | Schloss              |                                                    |      |
| Schloss Tramayes Château de Tramayes                                     | Tramayes                                      | Schloss              |                                                    |      |
| Schloss Trélague Château de Trélague                                     | La Tagnière                                   | Schloss              |                                                    |      |
| Turm Les Ursulines Tour des Ursulines                                    | Autun                                         | Burg (Turm)          | Ruine                                              |      |
| Schloss Uxelles Château d'Uxelles                                        | Chapaize                                      | Burg                 |                                                    |      |
| Schloss La Vaivre Château de la Vaivre                                   | Rigny-sur-Arroux                              | Schloss              |                                                    |      |
| Schloss Varennes Château de Varennes                                     | Varennes-sur-le-Doubs                         | Schloss              |                                                    |      |
| Schloss Vautheau Château de Vautheau                                     | La Grande-Verrière                            | Schloss              |                                                    |      |
| Schloss Vauvry Château de Vauvry                                         | Ciel                                          | Schloss              |                                                    |      |
| Schloss Vaux-sous-Targe Château de Vaux-sous-Targe                       | Péronne                                       | Schloss              |                                                    |      |
| Schloss Vaux-sur-Aine Château de Vaux-sur-Aine                           | Azé                                           | Schloss              |                                                    |      |
| Schloss Venière Château de Venière                                       | Boyer                                         | Schloss              |                                                    |      |
| Schloss Verneuil Château de Verneuil                                     | Charnay-lès-Mâcon                             | Schloss              |                                                    |      |
| Schloss La Verrerie Château de la Verrerie                               | Le Creusot                                    | Schloss              |                                                    |      |
| Schloss La Vesvre Château de la Vesvre                                   | La Celle-en-Morvan                            | Schloss              |                                                    |      |
| Burg La Vesvre Vieux château de la Vesvre                                | Rigny-sur-Arroux                              | Burg                 |                                                    |      |
| Schloss Vieux-Château Château de Vieux-Château                           | Champlecy                                     | Schloss              |                                                    |      |
| Schloss Le Vignault Château du Vignault                                  | Bourbon-Lancy                                 | Schloss              |                                                    |      |
| Schloss Villargeault Château de Villargeault                             | L’Abergement-Sainte-Colombe                   | Schloss              |                                                    |      |
| Schloss La Villeneuve Château de la Villeneuve                           | La Genête                                     | Schloss              |                                                    |      |
| Schloss Vinzelles Château de Vinzelles                                   | Vinzelles                                     | Schloss              |                                                    |      |
| Schloss Visigneux Château de Visigneux                                   | Lucenay-l’Évêque                              | Schloss              |                                                    |      |
| Schloss Le Vouchot Château du Vouchot                                    | La Grande-Verrière                            | Schloss              |                                                    |      |